# Gasosaurus constructus
Gasosaurus constructus ("lagarto encontrado en la construcción de una estación de gas") Gasosaurus de dinosaurio terópodo tetanuro, que vivió a mediados del período Jurásico, hace aproximadamente 164 millones, en el Bathoniense y el Calloviense, en lo que hoy es Asia.

## Descripción
Gasosaurus es un terópodo carnívoro con piernas fuertes pero brazos cortos. Medía entre 3,5 y 4 metros de largo, con un peso de alrededor de 150 kilogramos. Sin embargo, algunas estimaciones ponen su peso tan alto como 400 kilogramos ya que se sabe muy poco al respecto. y nuevos ejemplares indicarían un tamaño mayor,  Muchas características potencialmente informativas del esqueleto holotipo son difíciles de evaluar según las descripciones e imágenes publicadas. El taxón representa un tetanuro basal por la presencia de un pedúnculo púbico del ilion que es sustancialmente más grande que el pedúnculo isquiático. El examen de los moldes revela que el trocánter menor no se eleva por encima del nivel de la cabeza femoral, y en cambio, la porción proximal de la cabeza femoral se rompe y el trocánter menor alcanza aproximadamente el nivel medio de la cabeza como en los tetanuros no coelurosaurios.
Además, es reconocido por un centro cervical de anfiplanos con una quilla ventral débil incipiente, dorsales con centros de anfiplanos, arcos neurales bajos y espinas neurales tipo placa, espinas neurales dorsales que carecen de bultos expandidos en las puntas, cinco centros y arcos sacros firmemente fusionados mientras que las espinas neurales sin fusión, presencia de un foramen humeral, bajo ilion con un proceso anterior menos desarrollado, y extremos distales del pubis e isquiones expandidos pero que carecen de procesos similares al pie.
Gasosaurus tiene piernas cortas y fuertes pero también brazos cortos. El húmero del holotipo tiene una longitud de 237 milímetros. La parte frontal del ilion tiene aproximadamente la misma longitud que la trasera. El apéndice para el hueso púbico es hueco de adelante hacia atrás. La cabeza femoral está inclinada hacia arriba. La tibia es claramente más corta de 370 milímetros que el fémur de 425 milímetros de largo, que es una característica básica. En contraste, el peroné es bastante corto, una característica derivada. La parte superior del peroné es relativamente ancha con respecto a la parte superior de la tibia. Originalmente se pensaba que en el fémur el trocánter anterior del trocánter mayor estaba separado por un surco, una característica derivada, pero resultó que se basaba en una ruptura en el fósil.

## Descubrimiento e investigación

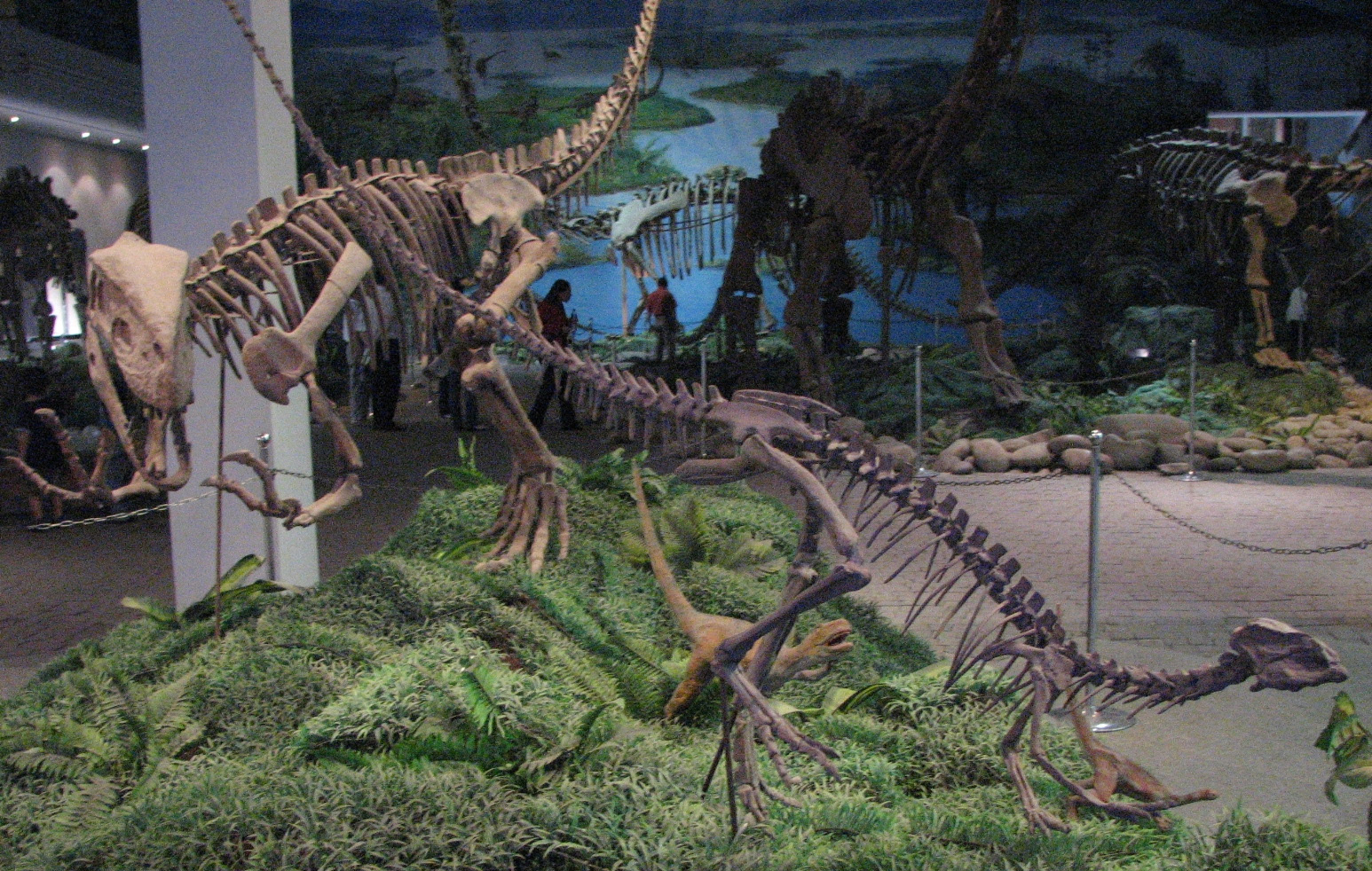
Un Gasosaurio persiguiendo un Agilisaurus.

El primer fósil es un esqueleto postcranial, no se conocen restos del cráneo, recobrado en 1985 durante la construcción de una gasolinera, es lo único que se conoce fue catalogado como IVPP V7264. Este fósil es considerado el holotipo, nombrado como Gasosaurus constructus por los paleontólogos Dong Zhiming y Tang Zilu. Debido a los pocos restos encontrados muchos paleontólogos consideran que el Gasosaurus y el Kaijiangosaurus representan la misma especie. El nombre fue asignado en honor a la empresa petrolera que lo encontró en Dashanpu durante una excavación gasífera, provincia de Sichuan, China, en la Formación Xiashaximiao. Consiste en dientes comprimidos lateralmente, 4 vértebras cervicales, 7 dorsales, 5 sacras y 7 caudales, ambos húmeros, y material pélvico y de extremidades posteriores altamente desgastadas y reconstruido que incluye el ilion izquierdo, isquion izquierdo, pubis izquierdo, fémur izquierdo,  tibia izquierdo y peroné izquierdo. The fossils were defined as the type species Gasosaurus constructus by the paleontologists Dong Zhiming and Tang Zilu.

## Clasificación

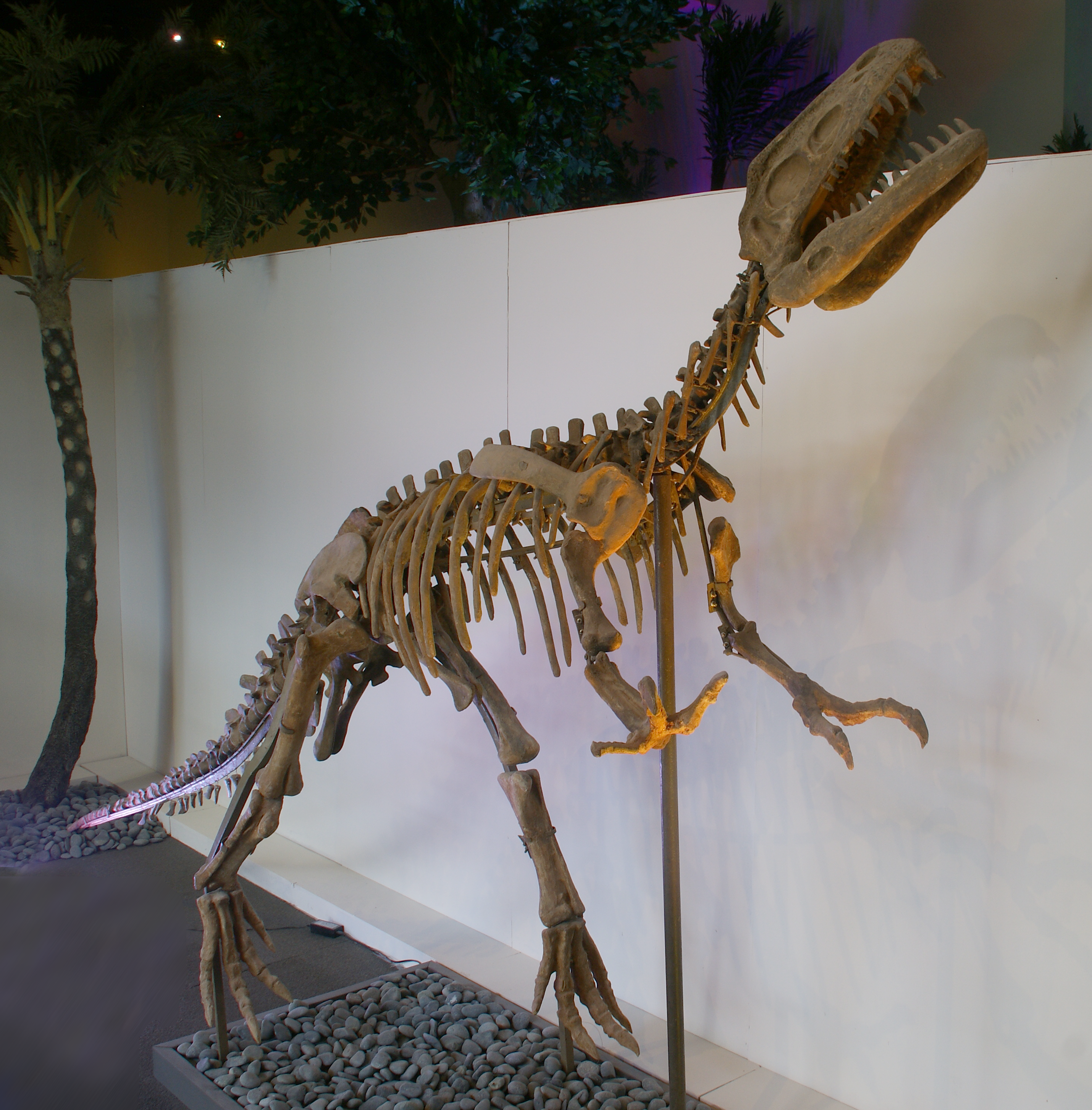
Espécimen fósil de Gasosaurus excavado cerca de Dashanpu, provincia de Sichuan (China). Vivió a mediados del periodo Jurásico (hace 164 millones de años). El fósil se exhibió en la exposición itinerante "Dinosaurios desenterrados", en el Bishop Museum de Honolulú (Hawai).

Inicialmente se ha sugerido que está relacionado con los megalosáuridos. En 1988, Paul lo colocó en la Eustreptospondylinae pero eso no se ha seguido. En el 2000 Holtz encontró que era un coelurosaurio basal, aunque después el mismo Holtz et al. en 2004 sugirió que era un carnosaurio basal, posiblemente un sinraptoride sobre la base de datos de especímenes no descritos.En 2004 colocó a Gasosaurus en la más inclusiva Avetheropoda.  Debido a la naturaleza fragmentaria de los fósiles conocidos de Gasosaurus, tiene una posición incierta dentro de Tetanurae y probablemente se encuentra fuera de Coelurosauria. Se está realizando un estudio detallado del holotipo que puede cambiar su clasificación. En cualquier caso, representa uno de los terópodos tetanuros definitivos más antiguos. Algunos paleontólogos han especulado que Gasosaurus y Kaijiangosaurus puede ser una y la misma especie.

## Paleoecología
Gasosarurus vivió durante mediados del periodo Jurásico  entre Bathoniense y el Callovienses, alrededor de hace 164 millones de años.  Coexistió con otros terópodos de rango medio como Chuandongocoelurus y Kaijiangosaurus , otros dos dinosaurios encontrados en la formación Bajo Shaximiao . Estos tres taxones pertenecen a los terópodos de cuerpo mediano a grande y se conocen a partir de esqueletos prostocraneales asociados. China, cuenta con la mayor diversidad de terópodos del Jurásico Medio de todos los tamaños de cuerpos que cualquier parte del mundo. La mayoría de los terópodos del Jurásico Medio de China son de "tamaño mediano", al igual que la mayoría de los  terópodos del Jurásico medioa nivel mundial. También convivió con sauropodos como Datousaurus, Omeisaurus y Protognathosaurus . Además, también estaban los dinosaurios herbívoros más pequeños, Xiaosaurus Agilisaurus y Huayangosaurus, que fueron una presa adecuada. Además, también hay restos de la misma época que datan de cocodrilomorfos como Hsisosuchus, pterosaurios como Angustaripterus y el pliosauroide Yuzhoupliosaurus, que probablemente vivía en agua dulce.
Estos dinosaurios similares muestran una combinación intrigante de sinapomorfías tetanuranas derivadas y características primitivas compartidas con no tetanuranos, que sugieren que ocupan una posición basal dentro de Tetanurae . La comprensión de la anatomía de los taxones del Jurásico chino puede revelar más detalles de la anatomía primitiva tetanurana y ayudar a resolver la evolución temprana de este exitoso clavo de terópodos. La exploración futura del registro de terópodos del Jurásico medio chino puede aportar nuevos conocimientos sobre la diversificación de Tetanurae, el origen de tamaños corporales más grandes entre más terópodos derivados, y la paleobiogeografía del Jurásico medio.